# Orkaanseizoen van de Grote Oceaan 2013
Het orkaanseizoen van de Grote Oceaan 2013 begon op 15 mei 2013 en eindigde op 30 november 2013. Dit orkaanseizoen betreft twee verschillende gebieden en daarmee eigenlijk twee verschillende seizoenen. Oostelijk van de 140e graad westerlengte begint het seizoen op 15 mei, in het gebied westelijk ervan tot aan de datumgrens begint het seizoen op 1 juni. Voor beide gebieden eindigt het seizoen op 30 november. Tropische depressies, die zich ten oosten van de 140e graad westerlengte vormen, krijgen het achtervoegsel "-E" (East) achter hun nummer. Tropische depressies, die zich tussen de 140e graad westerlengte en de datumgrens vormen, krijgen het achtervoegsel "-C" (Central). Als een tropische storm een naam krijgt uit het centrale gebied, staat achter de naam in het kopje '(C)' vermeld.

## Cyclonen
- Tropische storm Alvin, 01-E
- Orkaan Barbara, 02-E
- Orkaan Cosme, 03-E
- Orkaan Dalila, 04-E
- Orkaan Erick, 05-E
- Tropische storm Flossie, 06-E
- Orkaan Gil, 07-E
- Orkaan Henriette, 08-E
- Tropische storm Pewa, 01-C
- Tropische storm Unala, 02-C
- Tropische depressie 03-C

### Tropische storm Ivo, 09-E
De tropische depressie 09-E vormde zich op 22 augustus.
Toen het systeem voor het eerst een bedreiging ging vormen voor de Neder-Californië werd een "green alert" uitgegeven voor Isla Socorro en Baja California Sur. Om 21.00 UTC op 23 augustus werd een tropische stormwaarschuwing uitgegeven voor Punta Abreojos tot Loreto, inclusief Cabo San Lucas. 
Om 2 p.m. PDT (21,00 UTC); 24 augustus bevindt tropische storm Ivo zich op 425 km ten zuidzuidwesten van Cabo San Lucas. De maximale doorstaande wind is 75 km/h met sterkere windvlagen en een kerndruk van 1000 millibar. Het systeem beweegt zich noordwestwaarts met een snelheid van 9 km/h.

### Tropische storm Juliette, 10-E
De tropische storm Juliette vormde zich op 28 augustus.

### Tropische storm Kiko, 11-E
Tropische depression 11-E vormde zich op 31 augustus.

### Orkaan Manuel, 13-E
- Tropische storm Narda
- Tropische storm Octave
- Tropische storm Priscilla
- Orkaan Raymond
- Tropische storm Sonia

1990 · 1991 · 1992 · 1993 · 1994 · 1995 · 1996 · 1997 · 1998 · 1999 · 2000 · 2001 · 2002 · 2003 · 2004 · 2005 · 2006 · 2007 · 2008 · 2009 · 2010 · 2011 · 2012 · 2013 · 2014 · 2015 · 
2016 · 2017 · 2018